# Франков, Артём Вадимович
Артём Вади́мович Франко́в (24 июля 1970, Харьков — 31 октября 2023, Киев) — украинский спортивный журналист. Главный редактор журнала «Футбол» (1997—2022). Заслуженный журналист Украины (2005), награждён орденом «За заслуги» III степени (2012).

## Биография
Окончил Харьковский государственный университет, радиофизический факультет (1992); Харьковскую военную инженерную радиотехническую академию ПВО им. Говорова (1994). С 1994 года — преподаватель Харьковского военного университета, 1997 — заместитель главного редактора газеты «Теленеделя».
С 1997 по 2022 год — главный редактор журнала «Футбол», который стал одним из ведущих футбольных журналов Украины. Большинство материалов писал на русском языке, также владел украинским и английским языками.
После начала российского вторжения на Украину в 2022 году продолжил заниматься журналом, который выходил в электронном формате под названием «Футбол-война». В сентябре 2023 года журнал «Футбола» стал выходить в формате самиздата.
Скончался 31 октября 2023 года в Киеве после перенесённого инсульта. В память о Франкове перед матчем киевского «Динамо» и донецкого «Шахтёра» капитаны команд вышли с футболками на которых была написана фамилия журналиста с номером 53.
В апреле 2024 года Франкову была направлена повестка, предписывающая 20.04.2024 г. явиться в Оболонский ТЦК города Киева. Этот факт широко обсуждался в СМИ.  

## Автор книг
- Моделирование квантово-оптических вооружений. — 1996 (в соавторстве).
- Лобановский. Послесловие / в соавторстве с Дмитрием Харитоновым. — 2002.
- Футбол по-украински. — 2006.
- Футбол. — 2009.
- World Cups. Все чемпионаты мира по футболу. В 9-ти томах. / в соавторстве с Б. Х. Талиновским и А. В. Фришко. — Киев: Украинский медиа холдинг, 2010.
- Звёзды мирового футбола. / в соавторстве с Б. Х. Талиновским и А. В. Фришко. — Х.: Пеликан, 2011. — 192 с.
- Чемпионаты Европы. В 7 томах. / в соавторстве с Б. Х. Талиновским и Е. Панкратовым. — Киев: Украинский медиа холдинг, 2012.
- Футбол по центру. Круифф, Пушкаш и другие, изменившие Игру. / в соавторстве с Б. Х. Талиновским, по материалам 2012—2014 гг. — Киев: Лагота, 2018.